# Ивахненки (Оржицкий район)

Ивахненки (укр. Івахненки) — село,
Райозерский сельский совет,
Оржицкий район,
Полтавская область,
Украина.
Код КОАТУУ — 5323684602. Население по данным 1987 года составляло 30 человек.
Село ликвидировано в 2001 году.

## Географическое положение
Село Ивахненки находится в 1,5 км от села Райозеро.
Рядом проходит автомобильная дорога Т-1713.

## История
- 2001 — село ликвидировано[1].